# Suevic (schip, 1900)
De SS Suevic of  SS Skytteren was een passagiersschip van de rederij White Star Line en voer op de lijn Liverpool, Kaapstad en Sydney die in 1899 werd geopend. Het had hetzelfde design als het voorgaande schip de Runic.
Gedurende de Tweede Boerenoorlog werd het schip als tropentransportschip gebruikt.
Op 17 maart 1907 boorde het schip zich in dichte mist op een rif nabij de vuurtoren van Lizard. Alle passagiers konden veilig het schip verlaten. Op 20 maart werd de lading overgebracht en het schip doorgesneden en weggesleept. Bij Harland and Wolff werd er een nieuwe boeg aangezet.
Gedurende de Eerste Wereldoorlog werd het schip in het begin nog steeds gebruikt voor commerciële doeleinden omdat het bevroren vleeswaren kon vervoeren. Pas in maart 1915 werd de Suevic ingezet om troepen naar Mudros te voeren voor de Dardanellencampagne en bleef het daarna dienstdoen voor het Britse leger.
In 1919 kon de White Star Line weer over het schip beschikken en verbouwde het in 1920 om de reguliere dienst op Australië te hervatten. Na de aanpassing konden er 266 passagiers mee in 2e klasse.
Het schip werd in 1928 verkocht aan de Noorse firma Yngvar Hvistendahl's Finnvahl A/S voor 35.000 pond omdat het te oud werd bevonden. Het schip werd ingezet als walvisvaarder onder de naam Skytteren.
Bij het uitbreken van de Tweede Wereldoorlog en de invasie van Noorwegen in 1940 door de Duitsers werd het schip ondergebracht in de Zweedse haven Göteborg. Tijdens een poging om met alle schepen op 1 april 1942 naar geallieerde wateren te varen werden twee schepen tot zinken gebracht door Duitse schepen. Slechts twee schepen konden ontsnappen en twee andere keerden terug naar de haven. Vier schepen werden bij de confrontatie met Duitse oorlogsschepen door de bemanningen tot zinken gebracht, waarbij op de Skytteren een bemanningslid het leven liet. Het wrak bij Måseskär in het Skagerrak werd  nooit geborgen en ligt er nog steeds.

## Locaties
- Wrakplaats: 58° 6′ NB, 11° 19′ OL
- Lizardpoint: 49° 58′ NB, 5° 12′ WL